# Sphenomorphus fasciatus
Espèce
Synonymes
- Hinulia fasciata Gray, 1845
- Lygosoma fasciatum (Gray, 1845)

Statut de conservation UICN

 LC  : Préoccupation mineure
Sphenomorphus fasciatus est une espèce de sauriens de la famille des Scincidae.

## Répartition

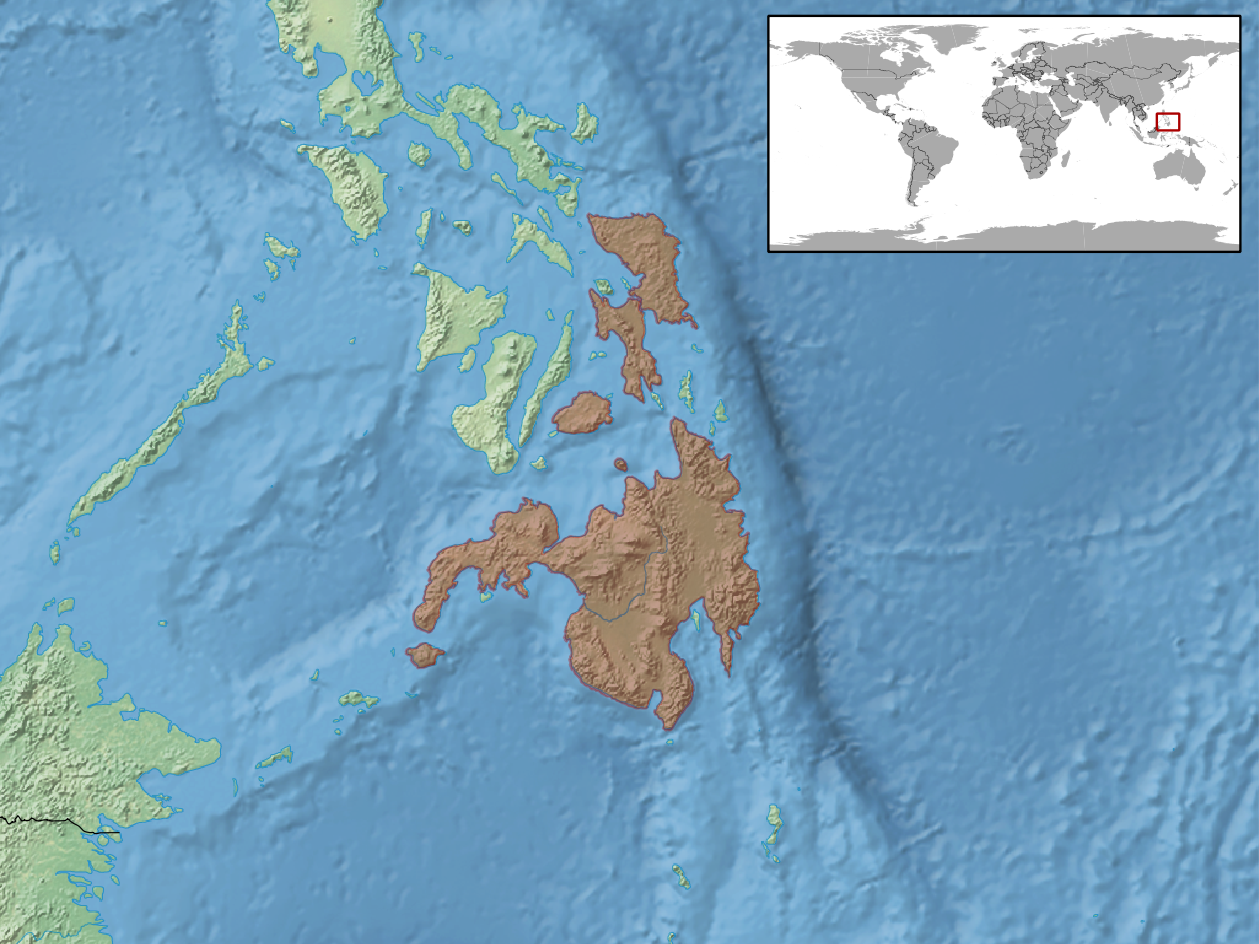
Répartition de l'espèce.

Cette espèce est endémique des Philippines. Elle se rencontre sur les îles de Takela, de Mindanao, de Camiguin, de Leyte, de Samar, de Bohol et de Panay ainsi que dans l'archipel de Sulu.

## Description
C'est un saurien ovipare.

## Publication originale
- Gray, 1845 : Catalogue of the specimens of lizards in the collection of the British Museum, p. 1-289 (texte intégral).